# دم‌اسب خشن
دم‌اسب خشن (نام علمی: Equisetum hyemale) نام یک گونه از سرده دم‌اسب است.